# Enfield (Karolina Północna)
Enfield – miasto w Stanach Zjednoczonych, w stanie Karolina Północna, w hrabstwie Halifax.